# جرانت ريلر
غرانت لوكاس ريلر (ولد 18 فيفري 1997) هو لاعب كرة سلة أمريكي محترف يلعب في فريق تكساس ليجندز الذي يلعب ضمن دوري الرابطة لفئة التطوير. لعب في دوري كرة السلة للجامعات لصالح كلية تشارلستون كوجر.

## روابط خارجية
- كلية تشارلستون كوجرز الحيوية